# Cámara de la Asamblea de Suazilandia
La Cámara de la Asamblea de Suazilandia es la Cámara Baja del Parlamento bicameral de ese país. La Asamblea puede debatir y aprobar proyectos de ley.

## Conformación
La Sección 95 (1) de la Constitución permite que la Cámara sea conformada por un máximo de 76 miembros. Por ejemplo, en las elecciones generales de 2013, la Cámara se compuso de 66 diputados, de los cuales 55 fueron elegidos por distritos plurinominales, correspondientes a las tinkhundlas (comunidades tribales). De estas, 14 tinkhundlas están en el Distrito de Hhohho, 11 en el Distrito de Lubombo, 16 en el Distrito de Manzini y 14 en el Distrito de Shiselweni.
Máximo diez de los demás miembros son elegidos por el Rey, de los cuales, por lo menos, la mitad deben ser mujeres. El miembro número 66 es el Presidente de la Cámara, que es elegido fuera de la Cámara. Si el porcentaje de mujeres miembros desciende por debajo del 30%, se podrá elegir un máximo de cuatro mujeres de las regiones administrativas.
Para ser elegible a la Cámara, se debe ser ciudadano de Suazilandia, tener al menos 18 años, votar registrado y haber "pagado todos los impuestos o hecho arreglos satisfactorios para el Comisionado de Impuestos".

## Funciones
El parlamento tiene muy poco control sobre el gobierno. El Primer Ministro y sus ministros son nombrados por el rey, sin consultar al cuerpo legislativo. Aunque en principio la Constitución permite que el Parlamento emita una moción de censura al gobierno, esta disposición no se respeta en la práctica. El Rey puede disolver el Parlamento a voluntad y aplicar su veto a cualquier ley aprobada por los legisladores.
La Cámara de la Asamblea tiene el poder de seleccionar a diez de los 30 miembros de la Cámara Alta, el Senado; el Rey nombra los restantes.

## Elecciones
Primero, los candidatos son nominados a nivel local en cada tinkhundla. Los tres primeros clasificados por votación secreta, pasan a una elección general, también por votación secreta, en un sistema de escrutinio mayoritario plurinominal, donde se elige al candidato que obtuvo la mayor cantidad de votos. Todos los candidatos se postulan de forma no partidista, ya que los partidos políticos están prohibidos en el país y cumplen mandatos de cinco años.
Equipos de Observadores de la Mancomunidad de Naciones estuvieron presentes en las elecciones de 2003, 2008 y 2013. Las últimas elecciones se celebraron en septiembre de 2018.